# Charles Logan
Pour les articles homonymes, voir Charles et Logan.
Le président Charles Logan est un personnage de la série 24 heures chrono, interprété par l'acteur Gregory Itzin. Présent dans les saisons 4, 5, 6 et 8, il se révèle lâche, veule et manipulateur. Sa psychologie visiblement perturbée et ses tendances paranoïaques ne sont pas sans rappeler Richard Nixon, auquel l'acteur Gregory Itzin ressemble d'ailleurs.
De vice-président, il passe au poste de président, puis est destitué à la fin de la saison 5 à la suite de la découverte du complot auquel il a participé, il s'en sort en plaidant coupable pour obstruction à la justice pour finir en résidence surveillée.
Il semble aimer les chevaux (il possède des écuries à sa résidence présidentielle dans la saison 5 et quelques boxes dans la saison 6).
Précisons que sa forte personnalité est notamment marquée, dans la saison 5, par son entêtement à vouloir contrôler le pétrole en Asie Centrale, qui va l'amener à se rendre complice de l'assassinat de l'ancien Président David Palmer, ainsi que complice d'activités terroristes sur le sol américain, commandités par Vladimir Bierko et Christopher Henderson.

Son refus d'ouvrir les yeux sur les atrocités commises en son nom, dont l'ampleur est aggravée du fait de son titre de Président des États-Unis d'Amérique, par le biais duquel chaque acte pris peut avoir un impact considérable sur la Nation, fait de ce personnage un être négligent, irresponsable, totalement dénué de moralité et pour finir, un très dangereux individu pour le peuple américain.
Dans la saison 6, Charles Logan, voulant se rattraper, va voir sa femme, Martha Logan, en couple avec Aaron Pierce dans le but que cette dernière appelle les Suvarov pour convaincre le président d'autoriser l'attaque de l'ambassade Russe par les Américains. Cependant Martha, prise de rage et de folie, poignarde Charles Logan. Ce dernier sera vu pour la dernière fois, dans cette saison, à bord d'une ambulance.
Dans la saison 8, il reviendra aider la présidente Taylor pour tenter de régler la crise diplomatique majeure. Et ce faisant, il démontrera à nouveau sa personnalité manipulatrice, et donnera l'ordre de tuer Jack Bauer avant de tenter de se suicider.